# Василије II Цариградски
Василије II Цариградски (грч. Βασίλειος Καματηρός; умро после 1186) је био васељенски патријарх Цариграда од августа 1183. до фебруара 1186. године.
Василије је био члан породице Каматерос, из које је у 12. веку потекао велики број водећих званичника. У почетку је служио као дипломата под царем Манојлом I Комнином (владао 1143–1180), али након катастрофалне мисије у Италији, пао је у немилост и протеран је. Његова срећа се опоравила под царем Андроником I Комнином (владао 1183–1185), кога је такође протерао Манојло I.
У то време, Андроник је имао проблема са патријархом Теодосијем I, који се противио цару по низу питања. Једна од тих питања је била планирана удаја његове ванбрачне ћерке Ирене за Алексија II Комнина, ванбрачног сина Манојла I, иако су били блиски рођаци, као и протеривање царице удовице Марије Антиохијске из Велике палате. Теодосије је био приморан да абдицира, а заменио га је Василије.
Василије је одмах удовољио жељама Андроника, отворивши пут за брак, па чак и ослободивши убице младог цара Алексија II Комнина (владао 1180–1183). Међутим, након што је Андроник свргнут и погубљен у септембру 1185. године, Василије није успео да се додвори новом цару Исаку II Анђелу (в. 1185–1195, 1203–1204), упркос томе што је служио на његовом крунисању. Свргнут је и осуђен од стране синода због одобрења брака Ирене и Алексија. Ништа више се о њему не зна након тога.